# Diagrama de fluxo de processo

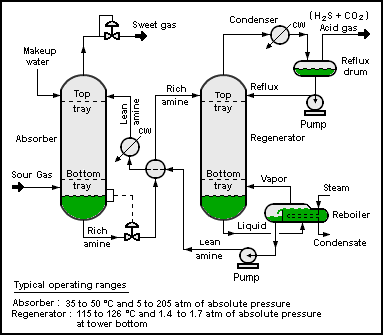
Diagram de fluxo de processo de tratamento de Amina

O diagrama de fluxo de processo, algumas vezes simplificado para esquema de processo ou fluxograma de processo (em inglês Process Flow Diagram, ou PFD ou ainda flowsheet) é um diagrama comumente utilizado na engenharia química e de processo para indicar o esquema geral do processo e seus fluxos de materiais, substâncias, misturas, subprodutos e efluentes e equipamentos de uma planta química.